# Klimentov
Klimentov (németül Klemensdorf) Velká Hleďsebe településrésze Csehországban a Karlovy Vary-i kerület Chebi járásában. Központi községétől 1 km-re északnyugatra fekszik. Korábban önálló község volt. A 2001-es népszámlálás szerint 590 lakosa van. Lakóházainak száma 143. Területe 1,06 km².

## Fordítás
- Ez a szócikk részben vagy egészben a Klimentov című cseh Wikipédia-szócikk ezen változatának fordításán alapul.  Az eredeti cikk szerkesztőit annak laptörténete sorolja fel. Ez a jelzés csupán a megfogalmazás eredetét és a szerzői jogokat jelzi, nem szolgál a cikkben szereplő információk forrásmegjelöléseként.